# Norton Commander
Norton Commander (NC) — популярний файловий менеджер для DOS, спочатку, був розроблений американським програмістом John Socha. (Деякі  компоненти були повністю або частково написані іншими людьми: Linda Dudinyak — Commander Mail та переглядач; Peter Bradeen — Commander Mail; Keith Ermel, Brian Yoder  — переглядачі). Програма була випущена компанією Peter Norton Computing (голова — Пітер Нортон), яка пізніше була придбана корпорацією Symantec.
Протягом кількох років NC конкурував за ступенем популярності з файловими менеджерами PCTools та XTree, однак вже з третьої версії Norton Commander витіснив з персональних комп'ютерів ці програми.
Розробка велася з 1984 року (спочатку під назвою VDOS). Перша версія була випущена у 1986 році.
У Радянському Союзі та Україні найбільшу популярність отримали версії 2.0 (1988), 3.0 (1989), 4.0 (1992). Третя версія породила цілу низку розширень, патчів та поліпшень, написаних третіми особами без узгодження з автором. До програми дописувалися переглядачі, що дозволяли дивитися файли різних форматів, робилися патчі, що дозволяли копіювати цілі каталоги, дописувалися зовнішні плагіни різного призначення.
Починаючи з версії 4.0 програму розробляла ціла команда програмістів, оскільки у 1990 році фірма Peter Norton Computing була куплена компанією Symantec, але новий командер поступово почав втрачати популярність, так як зросла кількість займаної пам'яті (що було критично для DOS), містив помилки і, до того ж, почав витіснятися власними клонами. Менш функціональні, аніж NC, Volkov Commander та Pie Commander, більш-менш точно копіювали нортонівський інтерфейс. DOS Navigator, візуально схожий з Norton Commander-ом, надавав набагато ширше коло можливостей. Згодом клони з'явилися й на інших операційних системах: BSD, GNU/Linux — Midnight Commander, Krusader, GNOME Commander, Tux Commander; Microsoft Windows — FAR Manager, Total Commander та інші аналогічні програми.
Команда Symantec продовжувала боротьбу за ринок, випустивши для DOS версії 5.0 (1995), 5.51 (1998) і для Microsoft Windows версію 2.01. У Norton Commander 5.51 для DOS з'явилася підтримка довгих імен файлів при роботі у Windows. Але великого поширення ці версії вже не отримали, так як на той час клони та послідовники NC володіли великими можливостями, а деякі користувачі воліли користуватися штатним файловим менеджером Windows.

## Культурне значення
Norton Commander не тільки спровокував цілу серію власних клонів та реплік, але й вніс до української мови кілька нових слів, — «нортон» та «командер» були протягом певного часу синонімами словосполучення «файловий менеджер» у жаргоні користувачів ПК. Нині слово командер ще використовується для позначення сучасних клонів програми.